# Lituites
Lituites (oder Bischofsstab) ist eine ausgestorbene Gattung aus der Gruppe der Perlboote i. w. S. Sie entstand im Unteren Ordovizium vor rund 460 Millionen Jahren. Sie wurde zuerst in Skandinavien gefunden, später auch in China, in der Provinz Hunan.

## Merkmale
Das Gehäuse der Gattung Lituites ist wie bei den Ammoniten anfänglich planspiral aufgerollt. Später wächst es gerade oder ist nur leicht gekrümmt. Der planspiral aufgerollte Teil und etwa die Hälfte des gestreckten Teils sind gekammert. Die Kammern sind von einem dünnen Fortsatz des hinteren Eingeweidesackes („Siphonalstrang“) bis zur ersten Kammer hin durchzogen. Der restliche Teil des Gehäuses („Wohnkammer“) bis zur Mündung war ungekammert, in diesem Teil befand sich der größte Teil der Weichteile des Tieres, das sich komplett in das Gehäuse zurückziehen konnte. Die Mündung des erwachsenen Tieres hatte ein Paar seitlich ventral ansetzende Vorsprünge  („Lappen“) und ein Paar seitlich dorsal ansetzende Vorsprünge. Die genaue Funktion dieser Vorsprünge (oder Lappen) ist unbekannt. Der Siphonalstrang lag zwischen der Gehäusemitte und der Rückenseite („subdorsal“). Die Oberfläche weist Anwachsstreifen, Querfalten oder Querrippen auf. Die Anwachsstreifen zeichnen an den Seiten zwischen den dorsalen und ventralen Vorsprüngen je eine seichte nach hinten gebogene Bucht („Lateralsinus“) nach, sowie an der Bauchseite eine weitere, nach hinten gerichtete Bucht („Trichtersinus“) nach. In dieser seichten, nach hinten gerichteten Bucht in der Mündung des Gehäuses befand sich der Trichter. Die Funktion der seitlichen Mündungsbuchten ist nicht sicher bekannt. Die Gehäuse mit dem planspiral aufgerollten ersten Teil und dem gestreckten späteren Teil ähneln einem Bischofsstab, daher auch der deutsche Name.

## Systematik und Nomenklatur
Der Name Lituites wurde bereits von Bruguière im Jahre 1765 ohne eine zugewiesene Art aufgestellt. Später wurde dann der Gattung Lituites die Art Orthocera lituus (Modéer, 1795) zugewiesen, die damit nach den Regeln der zoologischen Nomenklatur die Typusart der Gattung wurde. Der Name Bischofsstab wurde dann lange Zeit nur auf die Typusart Lituites lituus (Modeer, 1796) angewendet, deren Holotyp vermutlich von der Insel Öland (Schweden) stammte. Später wurden zur Gattung Lituites noch weitere Arten gestellt. Die systematische Stellung der Gattung innerhalb der Nautiloidea i. w. S. war lange unsicher. Sie wurde meist zur Ordnung der Tarphycerida gestellt, andere Autoren wiesen sie der Ordnung Barrandeocerida zu oder auch der Ordnung Orthocerida. Seit einiger Zeit wird sie jedoch in eine eigene Ordnung Lituitida (Starobogatow, 1974) gestellt. Jerzy Dzik hat 1984 erneut eine Unterordnung Lituitina aufgestellt. Die Ordnung Lituitida wurde dann von King (1999) übernommen. Derzeit werden etwa 20 Arten zur Gattung Lituites gestellt. Die bekannteren Arten sind L. lituus, L. undatus, L. convolvans und L. angulatus.